# Parque nacional de Lal Suhanra
El Parque nacional de Lal Suhanra (en urdu: لال سہانرا نیشنل پارک) es un parque nacional de Pakistán, situado en el distrito de Bahawalpur. Al igual que el bosque Manga Changa, es uno de los varios bosques plantados por los británicos para proporcionar materias primas para la construcción del ferrocarril durante su ocupación del subcontinente indio. Lal Sohanra se extiende sobre 620 kilómetros cuadrados y se caracteriza por la diversidad de su paisaje, que incluye áreas de desierto, bosques y de agua.
El parque en sí está situado a unos 35 kilómetros al este de Bahawalpur y presenta una síntesis de la vida en el bosque y el desierto. El terreno del parque es generalmente plano, intercalado con dunas de arena que miden entre 1 y 6 metros de altura y ocupando hasta miles de acres.